# Martin Henry Dawson
Martin Henry Dawson (Truro, 6 agosto 1896 – Truro, 27 aprile 1945) è stato un microbiologo canadese, esperto di malattie infettive.

## Biografia
Dawson è nato a Truro, in Nuova Scozia, nipote di John Barnhill Dickie e ha studiato alla Dalhousie University e alla McGill University. La sua ricerca ha incluso studi sulla trasformazione di pneumococchi e sulle varianti biologiche dello streptococco e di altri microrganismi. Gli studi di Dawson sulla natura e il trattamento dell'artrite lo hanno reso un'autorità riconosciuta in questo disturbo. Fu un pioniere della terapia con penicillina e fu il primo al mondo a prepararlo e usarlo nelle malattie umane. Ciò ha incluso il trattamento efficace dell'endocardite batterica con penicillina e l'uso di sali d'oro nel trattamento dell'artrite reumatoide. Dawson divenne la prima persona nella storia a infilare un ago pieno di un antibiotico (penicillina) in un paziente, il 16 ottobre 1940.

### Carriera militare
Dopo essersi laureato alla Dalhousie University di Halifax con un BA nel 1916, iniziò a prestare servizio nelle forze canadesi nella prima guerra mondiale. Martin Henry Dawson era un soldato che prestava servizio all'ospedale stazionario n. 7 a La Harve, in Francia. Divenne Capitano nel Regio Nova Scotia del Canadian Army Medical Corps. Fu ferito nel 1917 e di nuovo nel 1918, mentre  nel 1917 fu insignito della Croce Militare.

### Carriera come ricercatore
Dopo la guerra Dawson ha frequentato la McGill University in Quebec e ha conseguito la laurea magistrale nel 1923. Dopo essersi laureato in medicina ha lavorato presso il Royal Victoria Hospital di Montréal. Nel 1926 fu nominato membro di ricerca nazionale, assegnato al Rockefeller Institute di New York. Come collega del Consiglio Nazionale delle Ricerche ha lavorato con Oswald Theodore Avery al Rockefeller Institute.
A parte le forti obiezioni di Avery, Dawson ha ricreato la scoperta di Fred Griffith che una sostanza solubile di batteri morti di un tipo può avere un cambiamento ripetibile ed ereditabile nei batteri di un altro tipo - un processo che Dawson ha definito trasformazione nei suoi sei articoli sull'argomento - in cui era la prima persona nella storia a mettere la sostanza in una provetta e persino a estrarla parzialmente. La fase si bloccò e alla fine Avery insieme a Colin Munro MacLeod dimostrarono che la sostanza era in realtà DNA.
Nel 1929 Dawson divenne associato al Presbyterian Hospital e al Dipartimento di Medicina della Columbia University. Nel 1942 Dawson divenne vittima della miastenia gravis, una malattia cronica progressivamente invalidante.

## Carriera
- 1916 - B.A. presso la Dalhousie University
- 1923 - M.D. presso McGill University
- 1923 - C.M. presso McGill University
- 1923-1924 - Dimostratore in Patologia e Batteriologia presso la McGill University. Collaboratore esterno in Patologia presso la Royal Victoria Hospital.
- 1924-1925 - Istruttore in Patologia e Batteriologia presso l'Università di Louisville.
- 1925-1926 - Assistente medico presso il Royal Victoria Hospital.
- 1926-1928 - Membro del Consiglio Nazionale delle Ricerche in Medicina al Rockefeller Institute.
- 1928-1929 - Assistente al Rockefeller Institute.
- 1929-1930 - Associato in Medicina presso il College of Physicians and Surgeons.
- 1929 - Assistente medico al Presbyterian Hospital.
- 1930 - Assistente Professore di Medicina al College of Physicians and Surgeons.